# Den vandrande juden

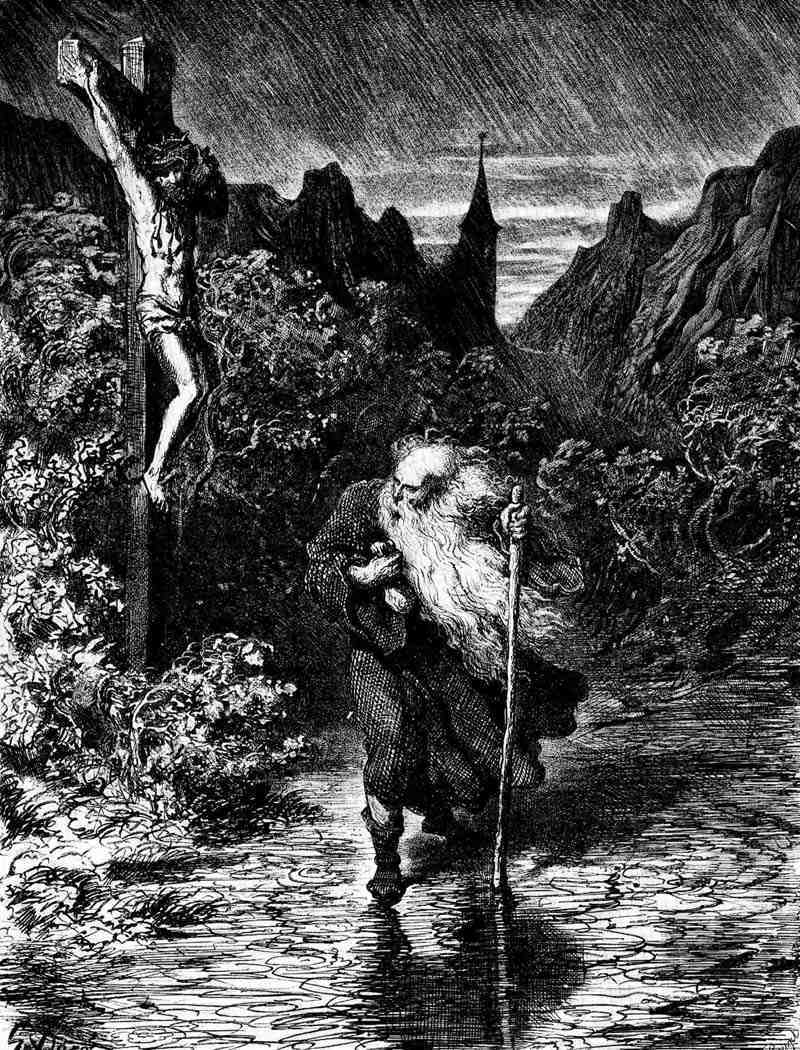
Den vandrande juden av Gustave Doré.

Ahasverus (Ahasuerus, Ahasver, Cartaphilus), den vandrande juden, Jerusalems skomakare är en påhittad gestalt i en folksaga från medeltiden, som skall ha nekat Jesus vila under vägen till Golgata. Ahasverus skall vid tillfället ha sagt "Gå din väg, gå din väg" varvid Jesus svarade "Jag går, men Du ska stanna kvar tills jag kommer åter". Sedan dess kan enligt legenden Ahasverus ses vandra runt om i världen, till domedagen.
I vissa uppteckningar benämns han Cartaphilus ("den högtälskade"), i Italien Buttadio ("Slå-Gud"), och uppges ha varit Pontius Pilatus dörrvaktare, och ska då ha slagit Jesus. Enligt legenden ska han ha varit närvarande både under rättegången mot Jesus, och vid Jesu korsfästelse.
I Norden berättas att han var en skomakare som hade sin butik i Jerusalem, vid den väg Jesus gick till korsfästelsen. Då ska han obarmhärtigt ha påskyndat Jesu väg till Golgata – enligt den vanliga versionen genom att neka honom vila utanför sitt hus som låg vid gatan som ledde från rådhuset till avrättningsplatsen – och därför blivit dömd att "ostadig och flyktig" vandra omkring i hela världen ända till domedagen.
I Österländsk tradition var han son till en timmerman och hjälpte som nioåring de tre vise männen att hitta stallet med krubban. Han kände igen Josef som kollega till sin far och berättade vad han sett i Jerusalem, något som bland annat nådde Herodes. Han var  åskådare till Johannes Döparens martyrdöd, innan han nekade Jesus vila vid sin butik.
Den äldsta kända uppteckningen av legenden om Jerusalems skomakare förekommer i en engelsk krönika av Roger av Wendover och i Matheus Parisiensis Chronica majora från omkring 1250. I tryck berättas legenden i en tysk folkbok från 1601 (eller 1602) och uppträder i Sverige för första gången 1643. Källan till traditionen har ansetts vara Matt. 16:28 och Joh. 21:20-24, med vilka skilda sagomotiv förenats. Sedan mitten av 1700-talet upptogs legenden av konstdikten, där den blev synnerligen omtyckt och fick tjäna som omklädnad för olika idéer. Goethes behandling i eposform (1774) blev fragment; senare bearbetade av bland andra August Wilhelm Schlegel, Wilhelm Müller, Nikolaus Lenau, Josef Moser, Eugène Sue, Edgar Quinet, H.C. Andersen och Robert Hamerling. Av svenskar kan nämnas Viktor Rydberg ("Prometeus och Ahasverus", "Den flygande holländaren", "Den nya grottesången"), Gustaf Fröding, Oscar Levertin, August Strindberg (”Ordalek och småkonst”) och Per Hallström. Pär Lagerkvist har skrivit en roman med titeln Ahasverus död. Ahasverus förekommer även i Peter Nilsons bok Arken.

## Filmatisering
Ahasverus, den vandrande juden, benämns på tyska Der ewige Jude (den evige juden). Der ewige Jude är även titeln på en nazistisk propagandafilm från 1940.

## Källhänvisningar
1. ↑  "Ahasverus". NE.se. Läst 16 oktober 2014.
2. 1 2  ”142 (Svenska Familj-Journalen / Band 19, årgång 1880)”. runeberg.org. https://runeberg.org/famijour/1880/0146.html. Läst 19 augusti 2020.
3. ↑  ”Ahasverus | lex.dk” (på danska). Den Store Danske. https://denstoredanske.lex.dk/Ahasverus. Läst 19 augusti 2020.

- Jerusalems skomakare i Nordisk familjebok (andra upplagan, 1910)